# Paul Wehner
Paul Joseph Heinrich Wehner (ur. 7 września 1896 w Flieden, zm. 1 czerwca 1982 w Düsseldorfie) – niemiecki strzelec, olimpijczyk i medalista mistrzostw świata.

## Kariera sportowa
Wehner wystąpił na Letnich Igrzyskach Olimpijskich 1936 w jednej konkurencji – pistolecie dowolnym z 50 m, w której uplasował się na 12. miejscu. Wystartował również 16 lat później w pistolecie szybkostrzelnym z 25 m, w którym ukończył zawody na 24. pozycji.
Podczas swojej kariery Wehner zdobył dwa medale na mistrzostwach świata, wszystkie w pistolecie dowolnym. W latach 1935 i 1939 stał na trzecim stopniu podium w zawodach drużynowych. 
W latach 1951–1956 był przewodniczącym Niemieckiego Związku Strzelectwa Sportowego.

## Wyniki

### Igrzyska olimpijskie
| Igrzyska      | Konkurencja                   | Wynik                        | Miejsce | Źródło |
| ------------- | ----------------------------- | ---------------------------- | ------- | ------ |
| Berlin 1936   | Pistolet dowolny, 50 m        | 525 pkt. (90–84–88–87–88–88) | 12      | [ 2 ]  |
| Helsinki 1952 | Pistolet szybkostrzelny, 25 m | 553 pkt. (278–275)           | 24      | [ 3 ]  |

### Medale mistrzostw świata
Opracowano na podstawie materiałów źródłowych:
| Mistrzostwa  | Konkurencja                       | Wynik             | Miejsce |
| ------------ | --------------------------------- | ----------------- | ------- |
| Rzym 1935    | Pistolet dowolny, 50 m, drużynowo | 2548 pkt. (druż.) |         |
| Lucerna 1939 | Pistolet dowolny, 50 m, drużynowo | 2638 pkt. (druż.) |         |